# Forte Prenestina
Le Forte Prenestina est l'un des 15 forts de Rome, construit entre 1877 et 1891. Il est situé dans le quartier Q. XIX Prenestino-Centocelle, dans la commune de Rome V.

## Histoire
Le fort est construit à partir de 1880 et achevé en 1884, sur une superficie de 13,4 ha, au quatrième kilomètre de la Via Prenestina, d'où il tire son nom. En 1977, il est repris par la municipalité de Rome, qui le laisse à l'abandon pendant de nombreuses années. Attribué dans le plan directeur municipal de 1962 comme zone N (vert public), il est reconfirmé dans le dernier plan directeur comme « vert public et services publics locaux ».
Depuis le 1er mai 1986, le fort est occupé par le centre social autogéré CSOA Forte Prenestino.